# Empoasca tetronis
Empoasca tetronis är en insektsart som beskrevs av Ross 1959. Empoasca tetronis ingår i släktet Empoasca och familjen dvärgstritar. Inga underarter finns listade i Catalogue of Life.